# Wilhelm-Pieck-Straße 16 (Gernrode)

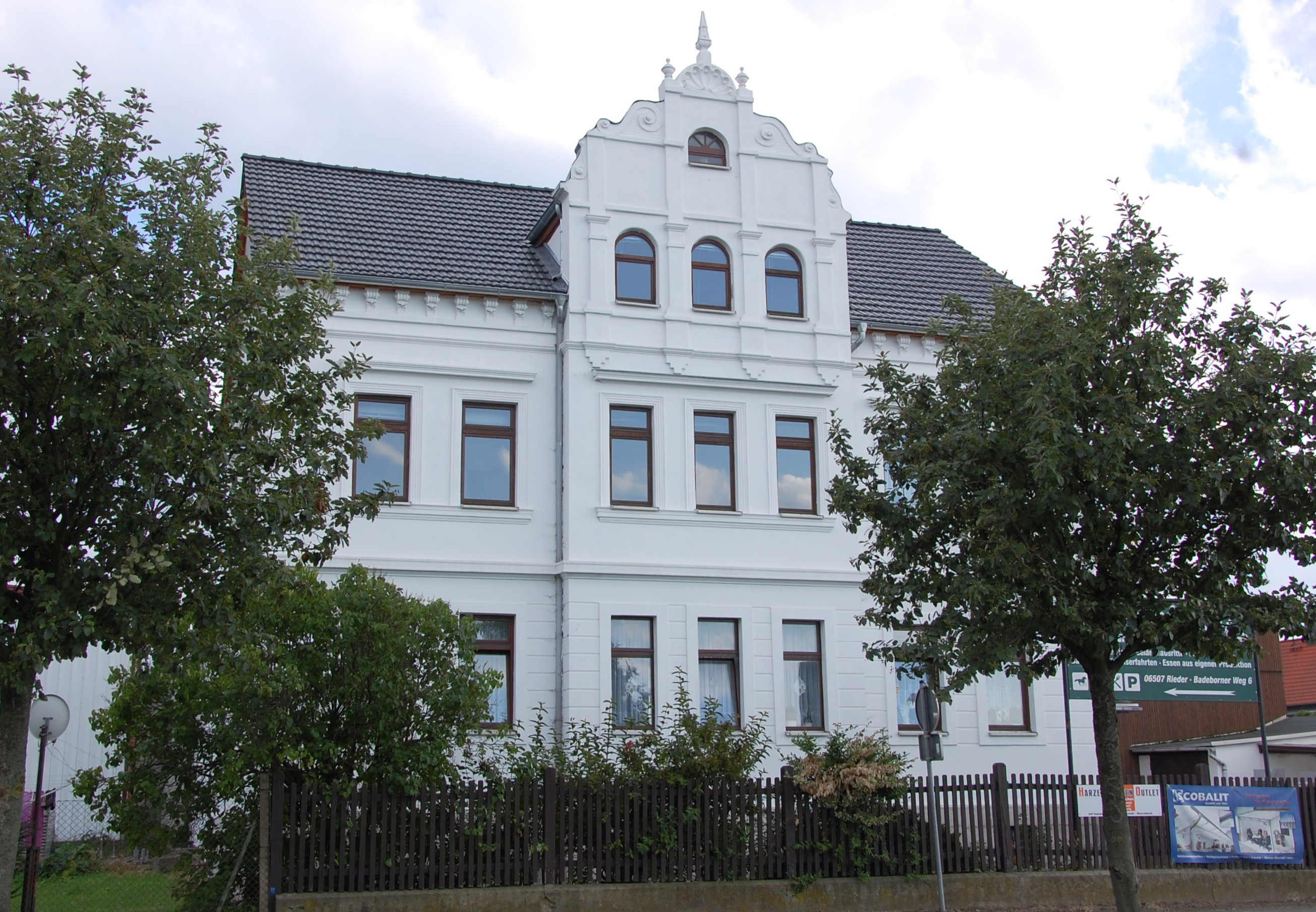
Haus Wilhelm-Pieck-Straße 16

Das Haus Wilhelm-Pieck-Straße 16 ist ein denkmalgeschütztes Gebäude in dem zur Stadt Quedlinburg in Sachsen-Anhalt gehörenden Ortsteil Stadt Gernrode.

## Lage
Es befindet sich östlich der Gernröder Altstadt an der Einmündung der Quedlinburger Straße auf die Wilhelm-Pieck-Straße und ist im örtlichen Denkmalverzeichnis als Wohnhaus eingetragen. Etwas weiter östlich verläuft die Gemarkungsgrenze zum Ballenstedter Ortsteil Rieder.

## Architektur und Geschichte
Das zweigeschossige Gebäude wurde in der Zeit um 1890/1900 gebaut. Der verputzte Bau wurde in massiver Bauweise errichtet. Die nach Norden ausgerichtete straßenseitige Fassade präsentiert sich in strenger Symmetrie im Stil der Neorenaissance. Sie wird durch einen mit einem Volutengiebel bekrönten Mittelrisaliten dominiert. Der Volutengiebel ist mit einem Muschelmotiv versehen.